# Henryk Chmielewski (1882–1920)
Henryk Chmielewski (ur. 18 stycznia 1882 w Stopnicy, zm. 30 czerwca 1920 w Sordinkach) – żołnierz armii rosyjskiej, Wojska Polskiego na Wschodzie, oficer Wojska Polskiego w II Rzeczypospolitej. Kawaler Orderu Virtuti Militari.

## Życiorys
Urodził się w Stopnicy w rodzinie Stanisława i Julii z Kaczmarskich. Absolwent seminarium nauczycielskiego w Jędrzejowie. 
Pracował w szkołach na terenie powiatu miechowskiego. W 1914 wcielony do armii rosyjskiej i w jej szeregach walczył na frontach I wojny światowej. W listopadzie 1917 wstąpił do I Korpusu Polskiego w Rosji  gen. Józefa Dowbora-Muśnickiego. Po rozwiązaniu korpusu działał w Polskiej Organizacji Wojskowej. W 1918 wstąpił do odrodzonego Wojska Polskiego, otrzymał przydział do I batalionu 25 pułku piechoty i w jego składzie walczył w wojnie polsko-bolszewickiej. W międzyczasie otrzymał stopień porucznika i wyznaczony został na stanowisko dowódcy kompanii. Podczas walk odwrotowych na Ukrainie, na czele swojego oddziału bronił wsi Sordinki nad Ubrocią przed przeważającymi oddziałami kawalerii Budionnego, przedłużająca się obrona samotnej placówki umożliwiła wycofanie się pozostałym oddziałom pułku. Śmiertelnie ranny w boju, dostał się do niewoli bolszewickiej. 
Za czyny bojowe odznaczony został Krzyżem Srebrnym Orderu „Virtuti Militari”.
Żonaty, miał dzieci: Marię (ur. 1907), Zofię (1909), Jadwigę (1910) i Tadeusza (1913).

## Ordery i odznaczenia
- Krzyż Srebrny Orderu Virtuti Militari (nr 5805)[1]